# Балгаф
Балгаф (араб. بالحاف) — портове місто та оаза у мугафазі Шабва, Ємен.

## Географія
Розташоване у мугафазі Шабва, за 140 км. на південь від міста Атак. Прибережна територія Балгаф-Бурум внесена у попередній список об'єктів всесвітньої спадщини ЮНЕСКО в Ємені у 2002 році.

## Клімат
Клімат тропічний пустельний та напівпустельний, з середньорічною температурою +29 °C.
| Кліматограма Балгафа                                                                  | Кліматограма Балгафа | Кліматограма Балгафа | Кліматограма Балгафа | Кліматограма Балгафа | Кліматограма Балгафа | Кліматограма Балгафа | Кліматограма Балгафа | Кліматограма Балгафа | Кліматограма Балгафа | Кліматограма Балгафа | Кліматограма Балгафа |
| ------------------------------------------------------------------------------------- | -------------------- | -------------------- | -------------------- | -------------------- | -------------------- | -------------------- | -------------------- | -------------------- | -------------------- | -------------------- | -------------------- |
| С                                                                                     | Л                    | Б                    | К                    | Т                    | Ч                    | Л                    | С                    | В                    | Ж                    | Л                    | Г                    |
| 4 29 15                                                                               | 2 31 17              | 14 35 19             | 7 39 21              | 17 40 24             | 13 37 24             | 56 35 22             | 49 35 22             | 20 38 23             | 17 38 22             | 3 34 17              | 3 30 16              |
| Середня макс. і мін. температури повітря (°C) Атмосферні опади (мм), за рік : 205 мм. |                      |                      |                      |                      |                      |                      |                      |                      |                      |                      |                      |

## Історія
Місто було столицею султанату Вагіді Балгаф.

## Економіка
У місті діє завод із зрідження природного газу Ємен ЗПГ Комплекс об'єкту включає власну електростанцію, установку опріснення води та потужності з генерації пари, що забезпечує технологічну незалежність заводу.. У 2009 році танкер «Ecopia» вперше доставит у Південну Корею 149 тис. м³. зрідження природного газу з Балгафа. 